# Аренда
Аре́нда (на латински: Arrendare, арендаре – отдаване под наем) е вид сделка между земевладелец (арендодател) и земеползвател (арендатор).
Чрез нея земя се предава за временно владение и ползване при определени условия и срещу арендна такса. Арендната такса не е задължително парична и като правило се заплаща след приключване на стопанската година. Минималният срок за аренда е 5 години. Ако не е посочен минимален срок, се счита, че срокът на договора е минималният за местните стопански обичаи (обикновено годишен). Арендната такса не може да се променя преди изтичането на договора.
Арендата е широко застъпена сделка в земеделието и в добивната промишленост. Чрез нея арендаторите окрупняват големи площи, което спомага за постигането на по-добри производствени резултати.